# Royal, Stockholm

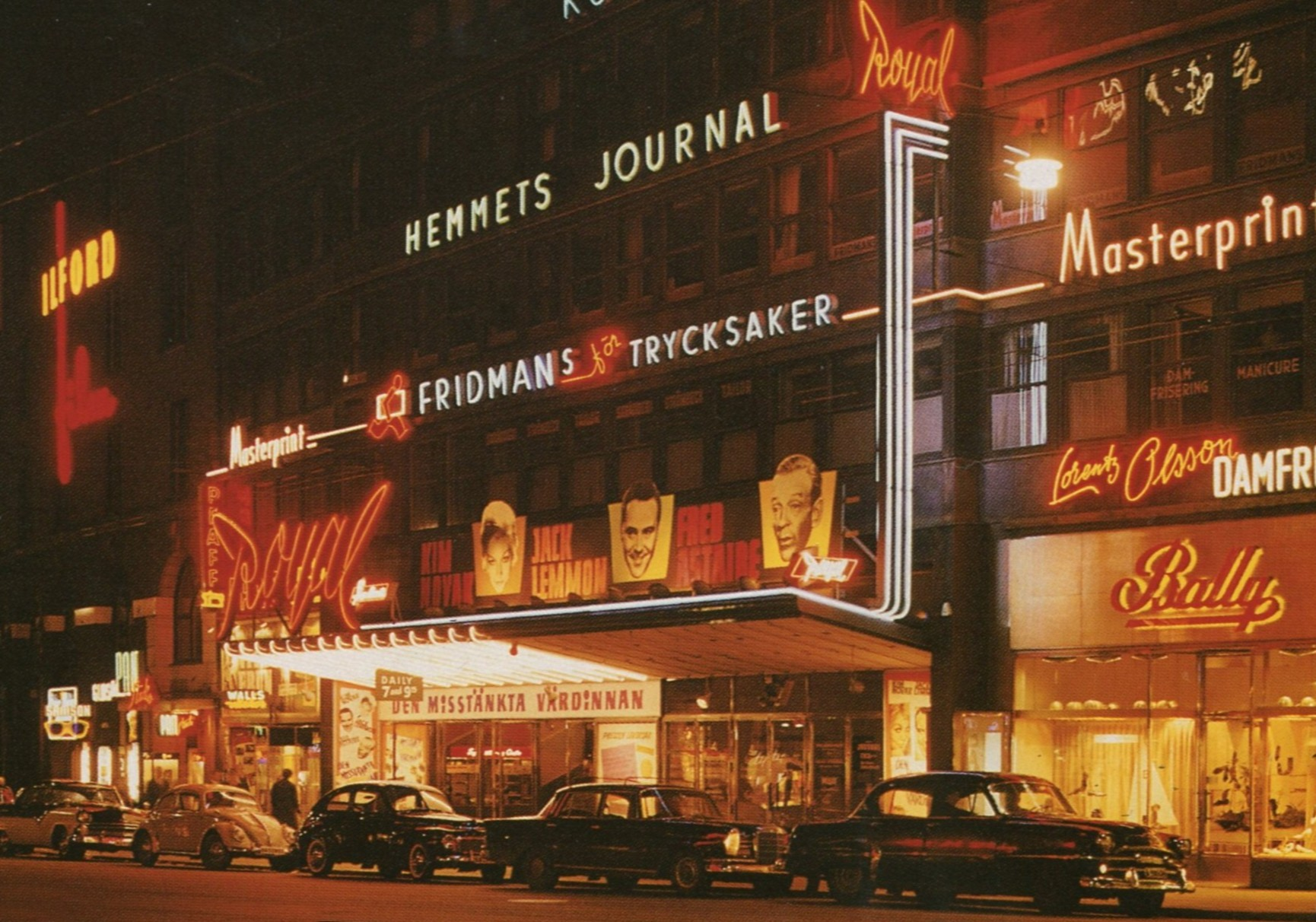
"Royal", maj 1962.

Royal var en biograf vid Kungsgatan 37 i Stockholm. Biografen öppnade 1936 och fanns även under namnen Sandrew 1-2-3 och Astoria, filmvisningen lades ner 2007.

## Beskrivning

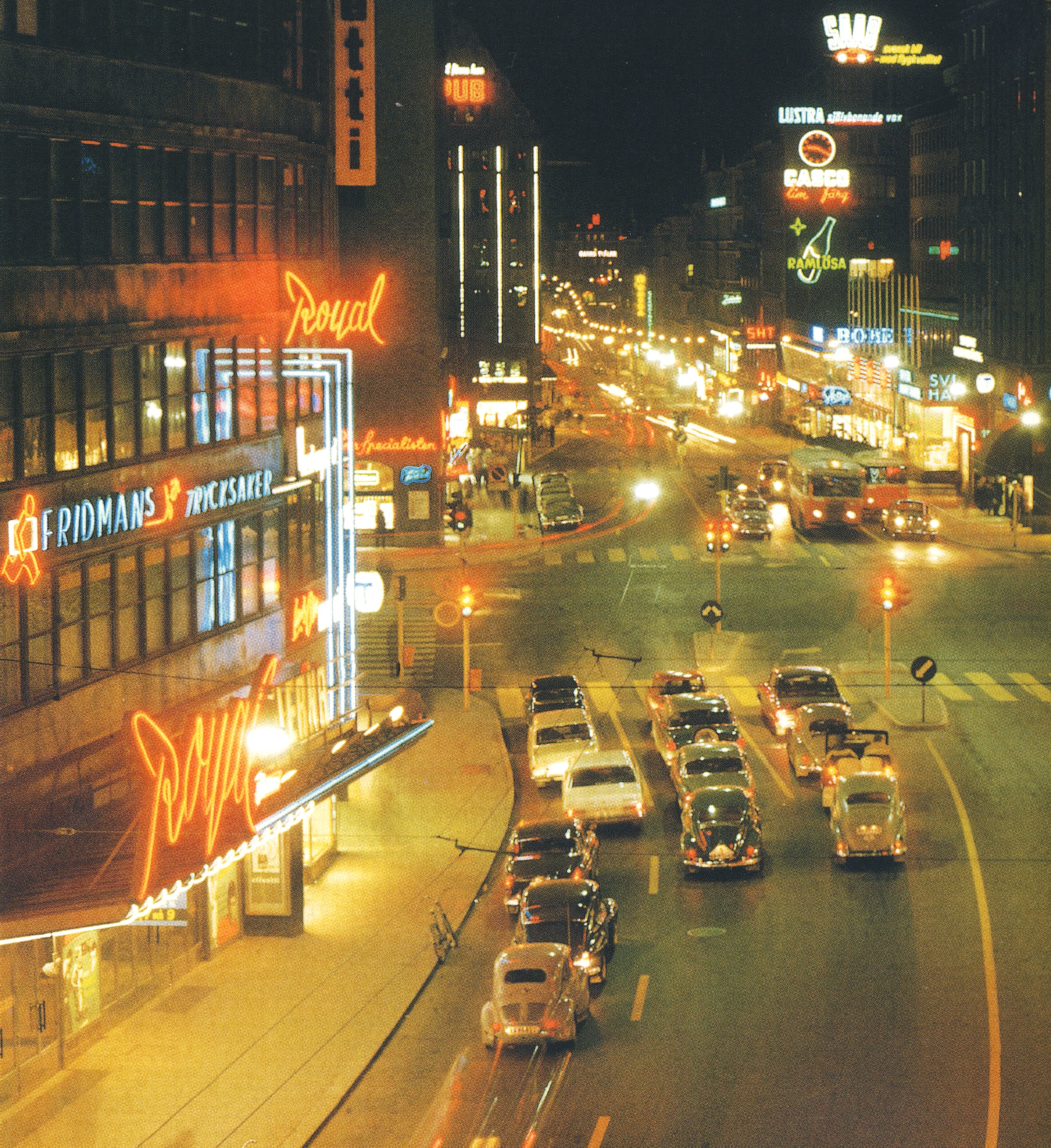
"Royal" och Kungsgatan 1964.

Biografen Royal inrymdes i ett nybyggt kontorshus med centralt läge på Kungsgatan nära korsningen med Sveavägen. Namnet Royal (kunglig) anknöt till Stockholms huvudgata Kungsgatan. Ansvarig arkitekt för byggnaden och biografen var arkitekt Björn Hedvall tillsammans med kollegan Johan Berglund och uppdragsgivare var Anders Sandrew. Royal blev Sandrews förnämsta premiärbiograf, men användes även för revy- och varietéföreställningar.
Hedvall och Berglund hade skapad en biograf med påkostad inredning. Här fanns en elegant biljettkiosk i trä och glas, en vattenfontän med glasskål från Orrefors glasbruk och en skulptur Susanna i badet av konstnären Karl Hultström. För den övriga konstnärliga utsmyckningen svarade Kalle Lodén. Salongen rymde totalt 916 platser och bakom ridåerna fanns en komplett scen med tillhörande scenutrustning. Royals tekniska utrustning var förstklassig och bestod bland annat av tre Bauer projektorer och en stor filmduk. Från Kungsgatan marknadsförde biografen sig genom en stor och lång baldakin med neondekor i rött och blått. Royal stod skriven i skrivstil och med stora röda bokstäver på baldakinen och på husfasaden.  
År 1969 renoverades Royal, då revs en del av den ursprungliga inredningen ut. Samtidigt som scenen byggdes om utrustades maskinrummet med nya Philips-projektorer för visning av 70 mm film. I samband med nästa ombyggnad 1973 blev biografen Sandrews andra flerbiograf efter Grand och fick namnet Sandrew 1-2-3. Parketten med 498 platser blev Sandrew 1, medan balkongen byggdes om till Sandrew 2 och Sandrew 3.  År 1989 övertogs lokalen från en före detta väskaffär intill som under en tid blev Sandrew 4 med 27 platser. Maskinrummet låg rakt över salongen i stället för som brukligt bakom. För att kunna projicera bilden användes därför en ovanlig lösning med ett vertikalt periskop. Salong 4 blev kortlivad. Lokalen byggdes i stället om till ett café med ingång från foajén. 
I början på 1990-talet ändrades namnet tillbaka till Royal. År 2005 övertogs biografen av Astoria Cinemas som bedrev bioverksamhet under namnet Astoria med totalt 649 platser. Efter Astoria Cinemas konkurs 2006 förvärvades konkursboet av Svenska Bio och gamla Royals framtid blev oviss. År 2009 började man bygga om lokalerna till en lounge och nöjescenter med bowlingbana för "Marion's Gastro Diner".

## Interiörbilder

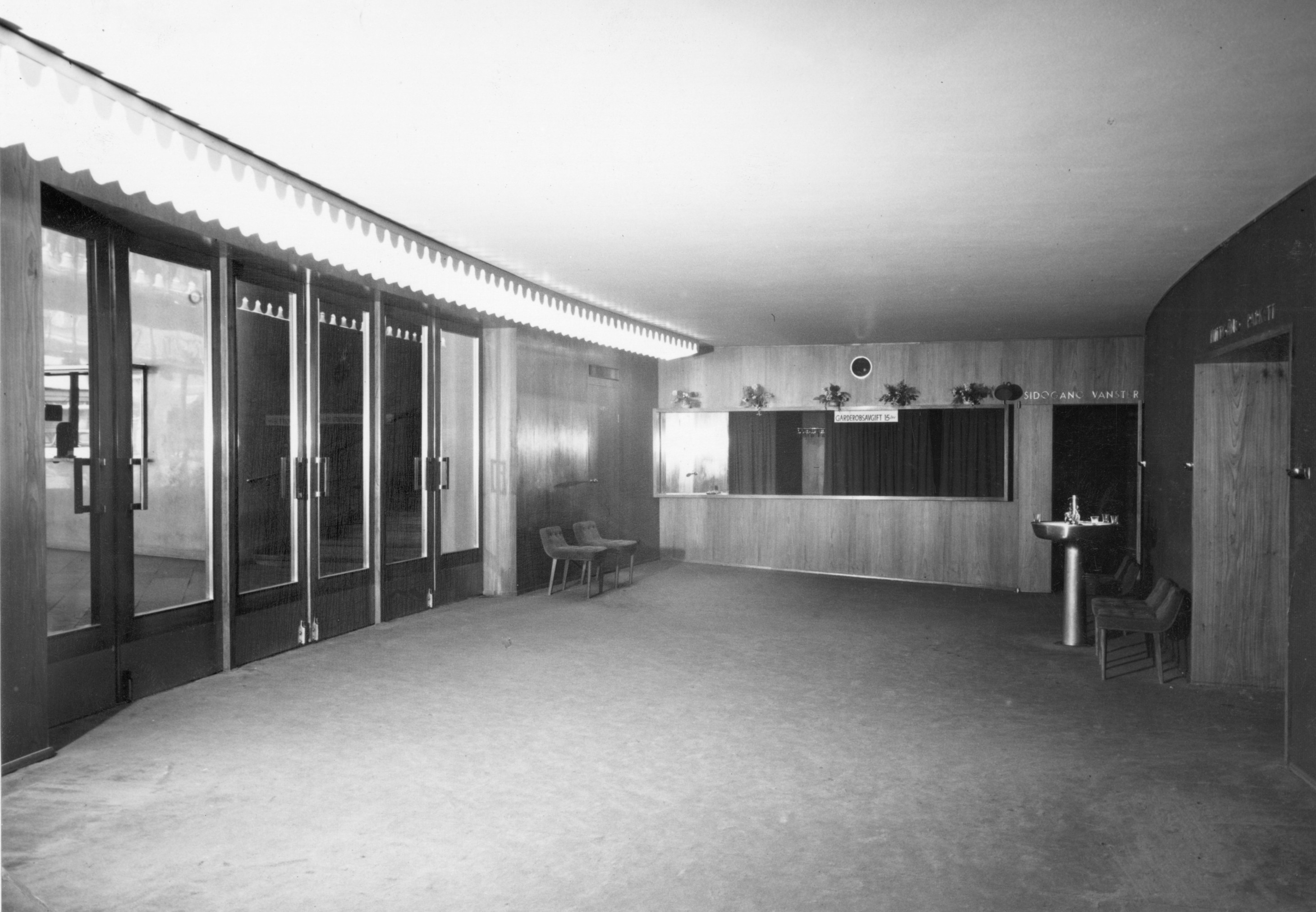
Den ursprungliga foajén
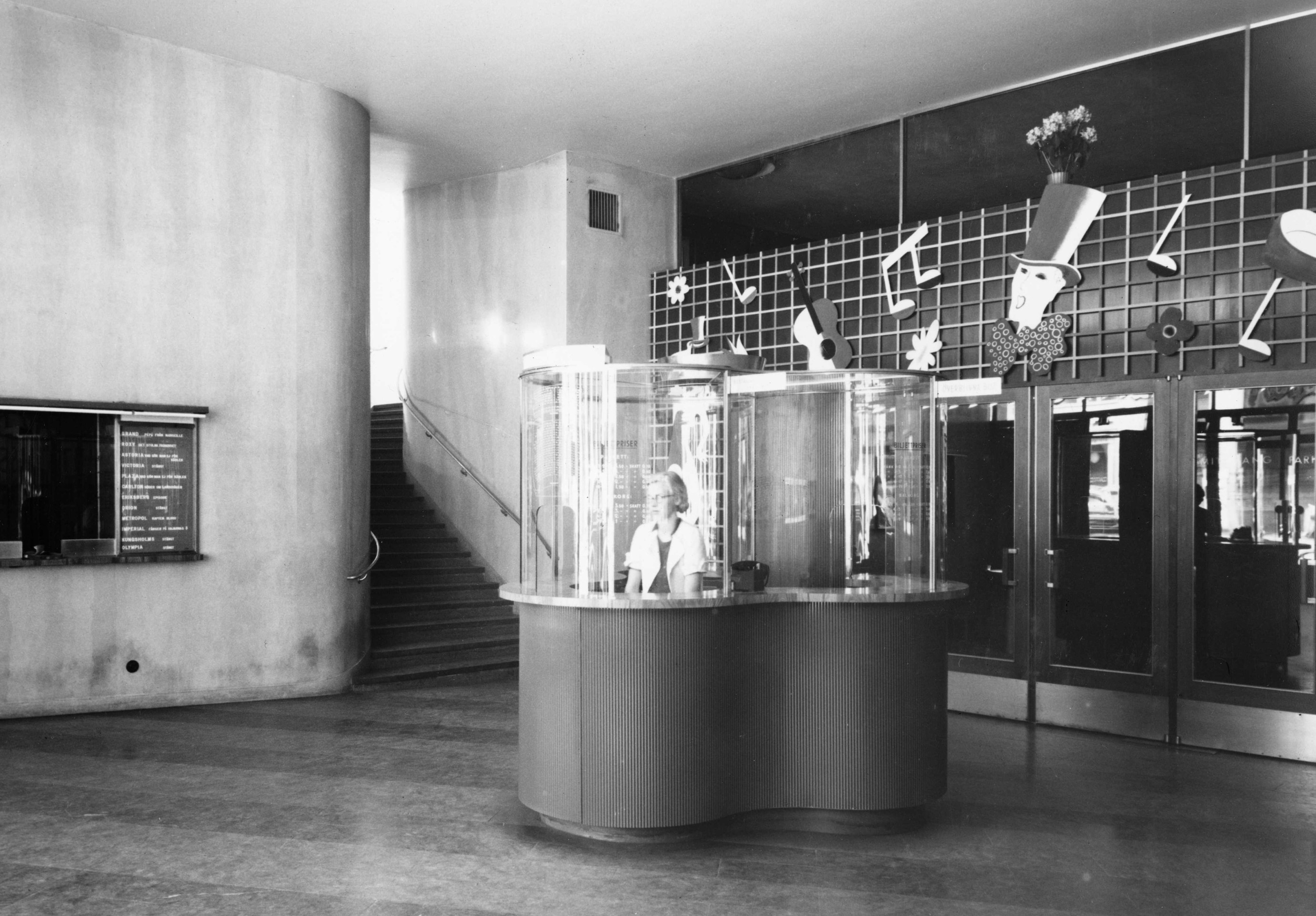
Biograf Royals biljettkiosk
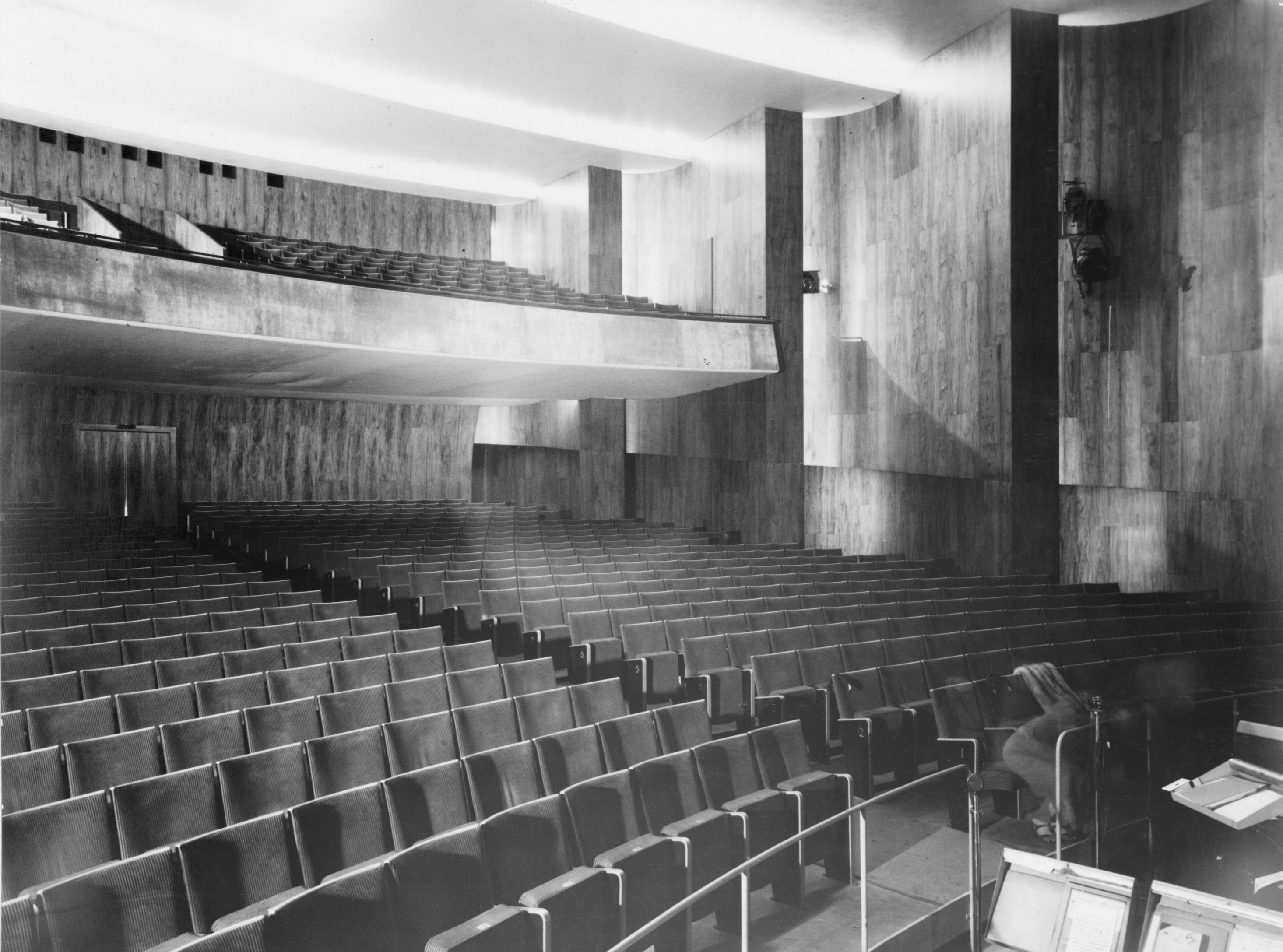
Salongen
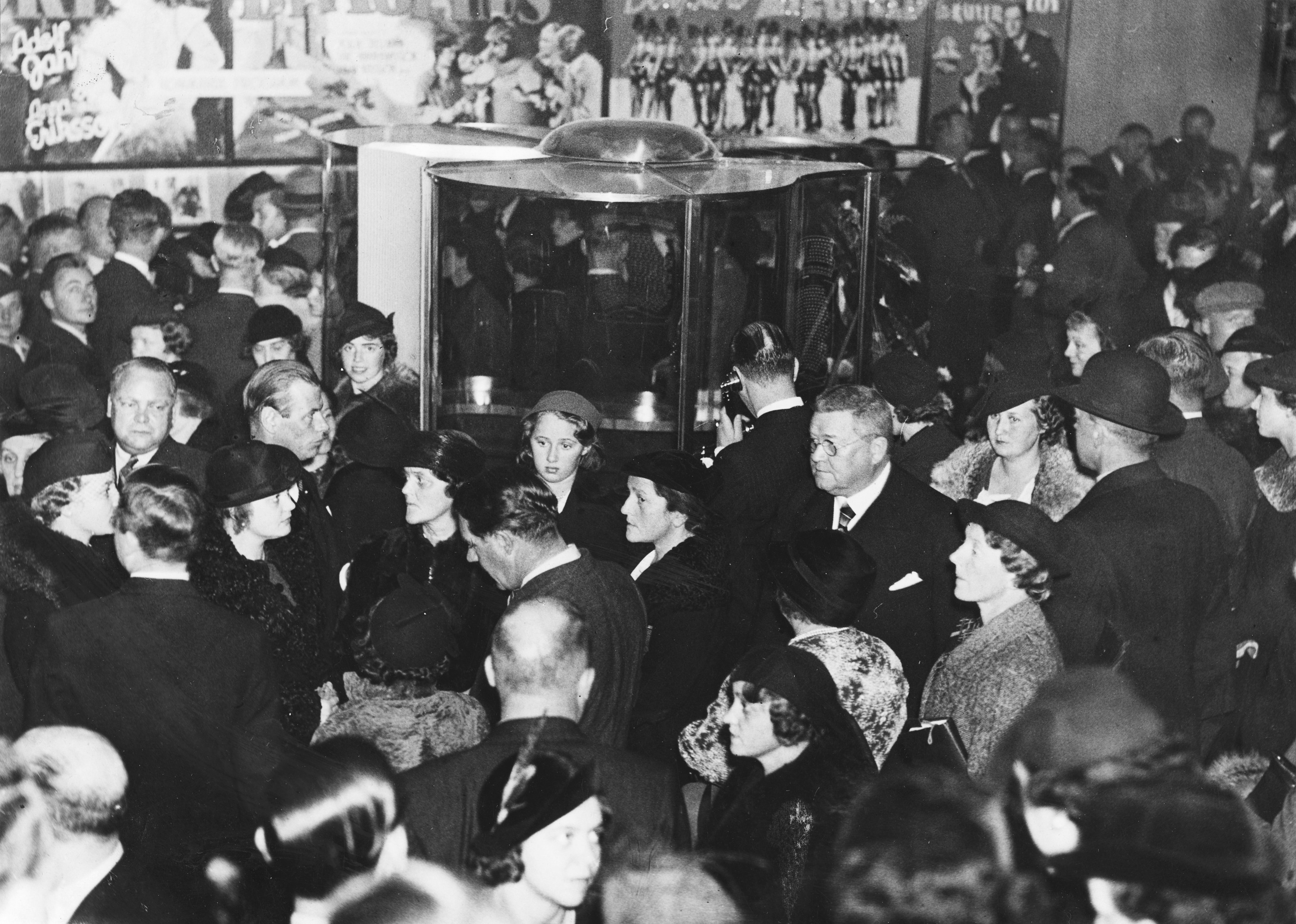
Folkträngsel på Royal 1937

## Exteriörbilder

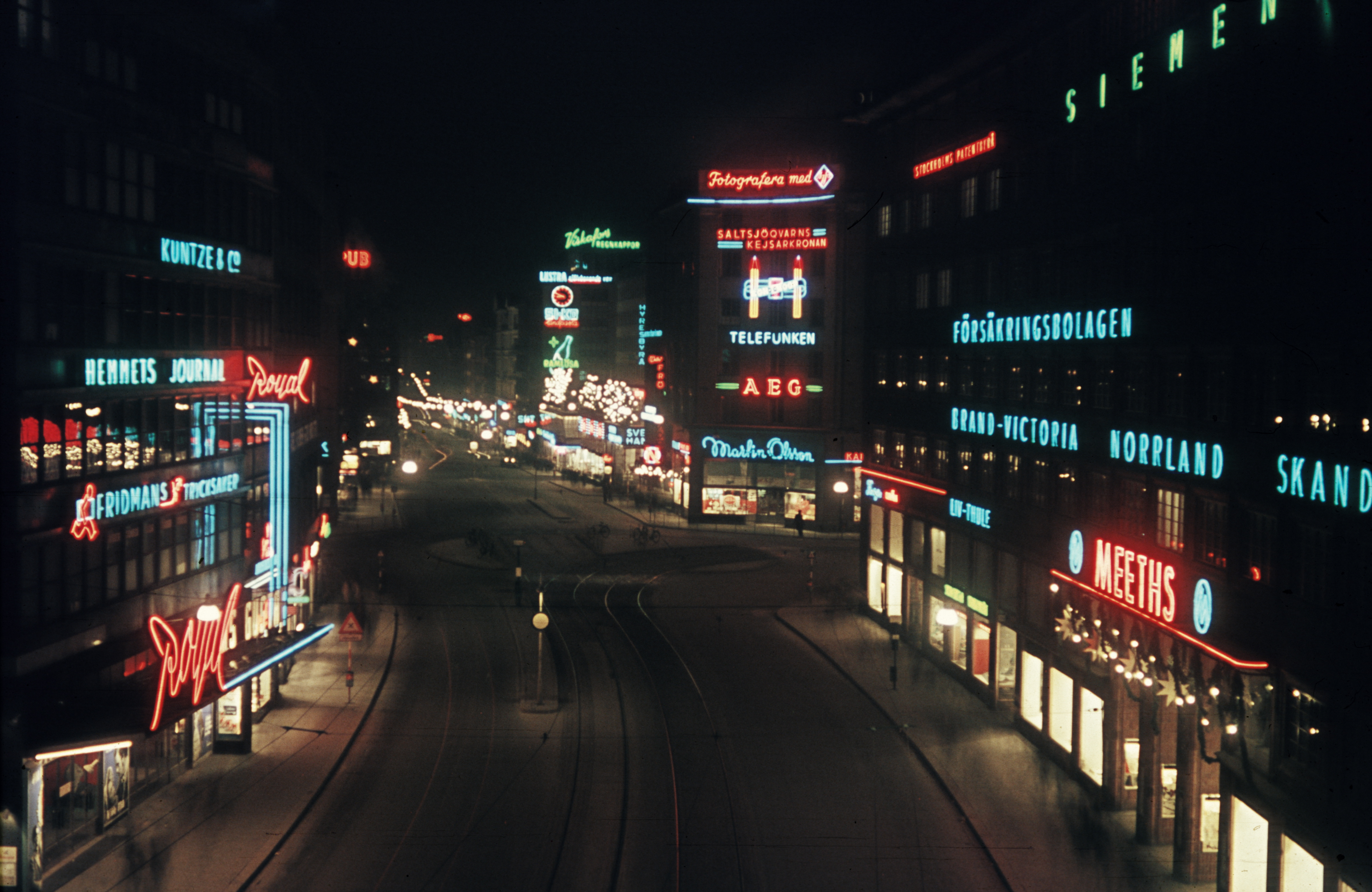
"Royal" och Kungsgatan 1944
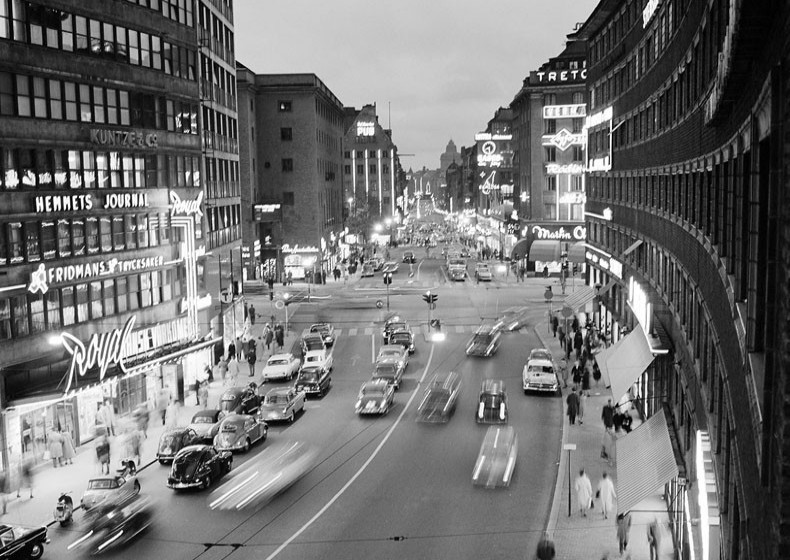
"Royal" och Kungsgatan 1961
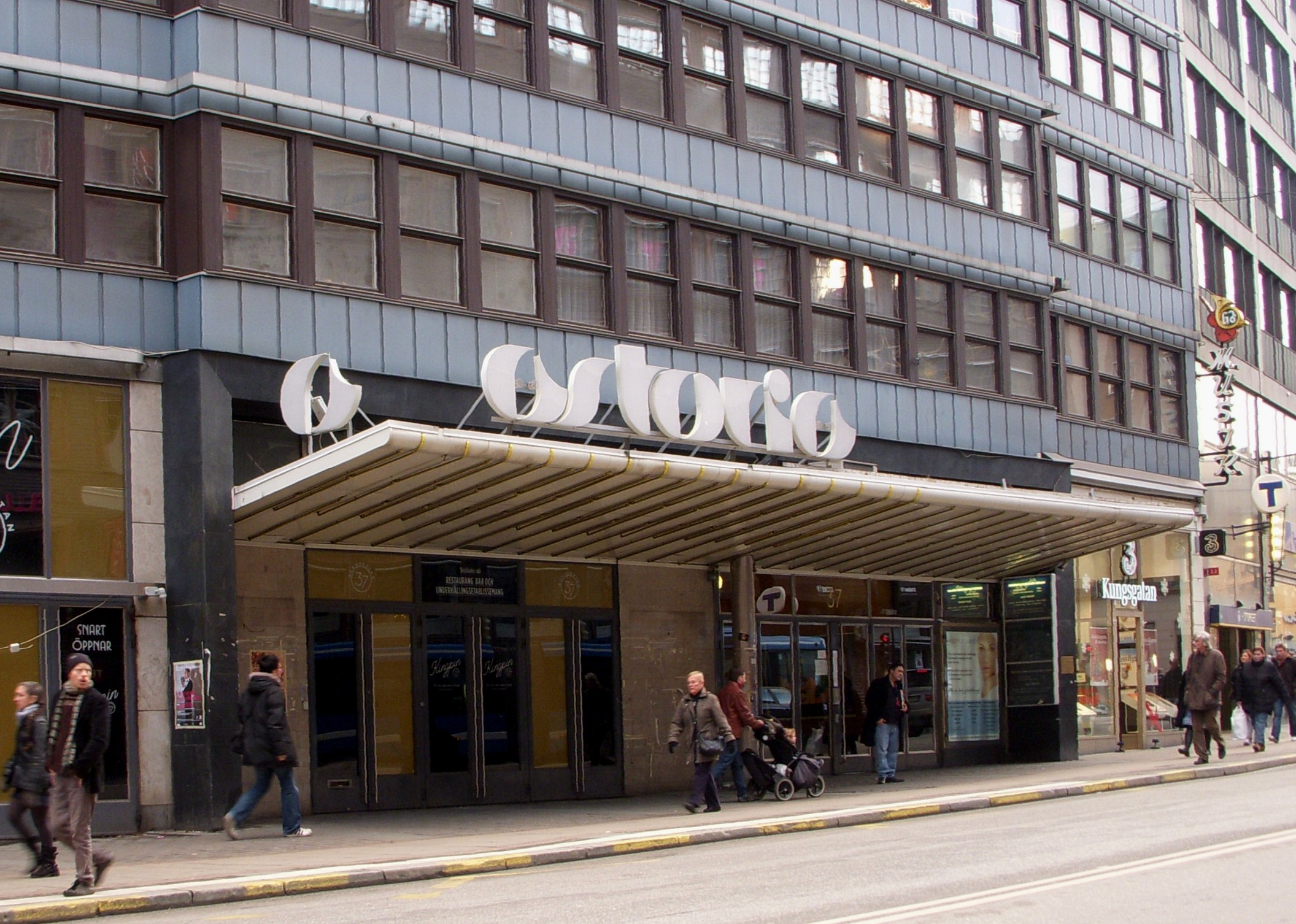
"Astoria", november 2009
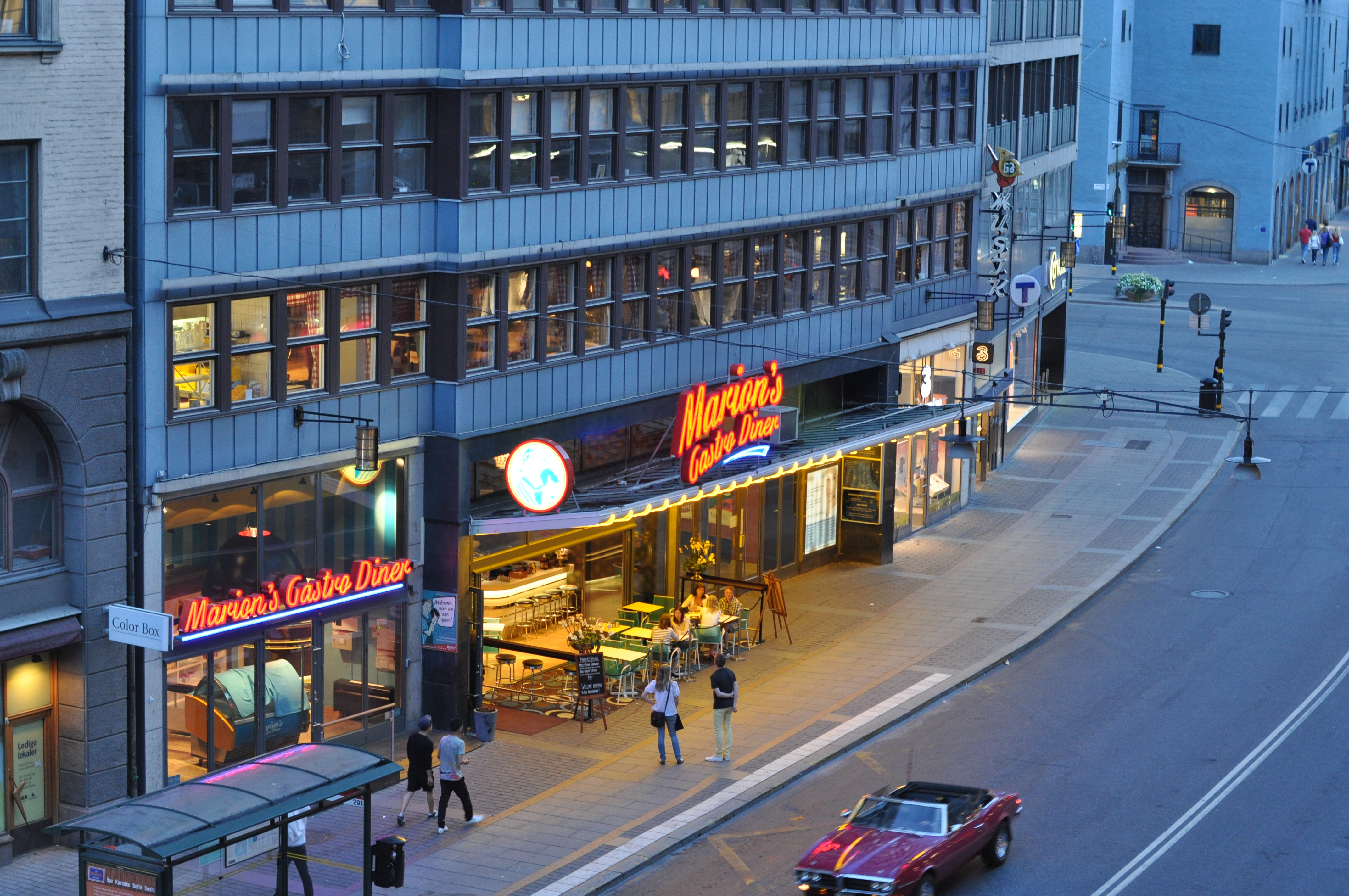
F.d. "Astoria", juli 2010